# Буриско
Буриско — деревня в юго-восточной части Порховского района Псковской области. Входит в состав сельского поселения «Логовинская волость».
Расположена в 28 км к юго-востоку от города Порхов, и в 7 км к юго-западу от волостного центра Логовино.
Численность населения по состоянию на 2000 год составляла 10 жителей.